# Candace Hill
Candace Hill (Conyers, 11 febbraio 1999) è una velocista statunitense, detentrice della migliore prestazione mondiale under 18 dei 100 metri piani.

## Biografia
Nel 2015 è stata campionessa mondiale under 18 dei 100 m piani e dei 200 m piani, mentre l'anno successivo si è laureata campionessa mondiale under 20 dei 100 m piani e, con la squadra statunitense, della staffetta 4×100 m.
È inoltre la detentrice della miglior prestazione mondiale under 18 dei 100 m piani con il tempo di 10"98; dal 2015 al 2019 ha detenuto anche la miglior prestazione mondiale under 18 dei 200 m piani con 22"43.

## Record mondiali
Under 18
- 100 metri piani: 10"98 (+2,0 m/s) ( Shoreline, 20 giugno 2015)

## Palmarès
| Anno | Manifestazione | Sede      | Evento      | Risultato | Prestazione | Note                                                                     |
| ---- | -------------- | --------- | ----------- | --------- | ----------- | ------------------------------------------------------------------------ |
| 2015 | Mondiali U18   | Cali      | 100 m piani | Oro       | 11"08       | Record dei campionati                                                    |
| 2015 | Mondiali U18   | Cali      | 200 m piani | Oro       | 22"43       | Miglior prestazione mondiale under 18                                    |
| 2016 | Mondiali U20   | Bydgoszcz | 100 m piani | Oro       | 11"07       | Record dei campionati · Miglior prestazione mondiale stagionale under 20 |
| 2016 | Mondiali U20   | Bydgoszcz | 4×100 m     | Oro       | 43"69       | Miglior prestazione mondiale stagionale under 20                         |

## Riconoscimenti
- Atleta mondiale emergente dell'anno (2015)